# Bastos (cigarro)
Bastos é uma marca espanhola de cigarros atualmente pertencente e fabricada pela Imperial Tobacco. Era propriedade da Altadis até ser adquirida pela Imperial Tobacco em 2008.

## História
Bastos foi criado na década de 1830 pelo pioneiro e empresário espanhol Juan Bastos (1817-1889). Ele e seus pais se mudaram de seu local de nascimento em Málaga para Orã, na Argélia Francesa, no dia seguinte à conquista dos franceses. Eles estavam entre os primeiros espanhóis a viver na Argélia na época.
Pouco tempo depois, Juan abriu uma tabacaria, exatamente como existia na Espanha, com a intenção de fornecer rapé aos soldados de lá. Sua primeira empresa de tabaco foi chamada "Cigars and Cigarettes J. Bastos", foi fundada em 1838 e foi um dos primeiros estabelecimentos "industriais" da nova colônia.
Após a morte de Juan, em 1 de setembro de 1889, sua viúva Francisca e seus quatro filhos transformaram a Juan Bastos Tobacco Company em uma parceria. Pouco antes do início da Primeira Guerra Mundial, a empresa Bastos se transformou em uma empresa pública limitada e era conhecida como uma das primeiras empresas industriais na Argélia.
Quando Emmanuel (um dos filhos de Juan) morreu em 1920, os membros da família venderam suas ações, que foram compradas imediatamente pelo Banco Hoskier. Eventualmente, um segundo banco, o Crédit Foncier de France, adquiriu quase todas as ações detidas pela família Bastos.
Após a Segunda Guerra Mundial e a Guerra da Argélia, na qual a Argélia se tornou independente, a casa dos Bastos mudou suas operações para Camarões, Louiseville (Canadá), Bastia (França), Dakar (Senegal), Suíça, Saigon (Vietnã) e, juntamente com Job (outro dos filhos de Juan), uma fábrica foi construída perto de Ajaccio (França).
Em 1986, a companhia local Juan Bastos Tobacco Company nos Camarões foi comprada pela British American Tobacco depois que a empresa não pôde mais competir na região.

## Patrocínio

### Campeonato Mundial de Motovelocidade
Bastos patrocinou a equipe da fábrica Cagiva durante as temporadas de 1986 e 1987 do Campeonato Mundial de Motovelocidade.

## Mercados
Bastos foi ou ainda é vendido nos seguintes países: Holanda, Alemanha Ocidental, Bélgica, Luxemburgo, França, Suíça, Espanha, Hungria, Madagascar e Vietnã.

## Na cultura popular

### Romances
Em Capitain Conan, o tenente Norbert (o narrador do romance) oferece alguns cigarros de Bastos a um padre militar de Dubreuil no ano seguinte ao final da Primeira Guerra Mundial. O padre se recusa educadamente, dizendo: "Estes são cigarros para as crianças do coral, Tenente", depois disso ele enche o cachimbo com tabaco.